# Решетников, Анатолий Дмитриевич
Анато́лий Дми́триевич Реше́тников (10 ноября 1898, Санкт-Петербург — 28 июня 1964, там же) — советский легкоатлет и тренер.
Заслуженный мастер спорта СССР (1938). Выступал за Петроград/Ленинград — спортивный клуб Ленинградского военного округа, спортивное общество «Медик».
6-кратный чемпион СССР (1922—1928) в метании копья и толкании ядра.

## Биография
В детстве Анатолий участвовал в различных играх, особенно хорошо ему давались городки; в училище успешно занимался гимнастикой, бегом, прыжками и метаниями.
Во время Гражданской войны был в Красной Армии; в 1919 году воевал на Олонецком участке Северного фронта. Был откомандирован для учёбы в Москву в Отдел физического воспитания при Военно-педагогическом институте, после окончания которого в 1920 году стал преподавателем курсов усовершенствования физического воспитания командного состава РККА в Петрограде. В 1929 году работал преподавателем физкультуры в Военно-теоретической школе летчиков ВВС РККА в г. Ленинграде.

### Спортивная карьера
Решетников был разносторонним легкоатлетом, но основным его видом было метание копья, в котором он в 1920-е годы был безоговорочным лидером в СССР, неоднократно выигрывал международные рабочие соревнования (включая Всесоюзную спартакиаду 1928 года). В 1922 году он стал рекордсменом СССР в метании копья — это был первый рекорд СССР, превзошедший рекорд дореволюционной России. Рекорд СССР, установленный им 16 августа 1925 года на первенстве Красной Армии (63,04 м), в тот год стал 7-м результатом в мире и 4-м в Европе; рекорд продержался до 1936 года, когда был побит Иваном Сергеевым.
Также Решетников добивался успехов в толкании ядра (чемпион и рекордсмен СССР), метании молота (призёр чемпионатов СССР), пятиборье (рекордсмен СССР), имел неплохой результат в метании диска (34,41 м в 1923 году).

### Врачебная и тренерская карьера
Окончив 2-й Ленинградский медицинский институт (1933), совмещал врачебную деятельность с тренерской; среди его учеников — будущий чемпион и рекордсмен СССР Виктор Алексеев и медалями.
Во время Великой Отечественной войны — на различных фронтах; демобилизовался в звании майора медицинской службы. Награждён орденом Красной Звезды.
После войны до самой смерти работал врачом и преподавателем Ленинградского института физической культуры им. П. Ф. Лесгафта.

### Семья
Супруга — Антонина Билида — 2-кратная чемпионка СССР в толкании ядра (1927, 1928), 8-кратная рекордсменка СССР в толкании ядра (1924, 1927 — 3, 1928, 1929 — 2) и метании диска (1927).

## Спортивные достижения
|       | Метание копья | Метание копья    | Толкание ядра | Толкание ядра    | Метание молота | Метание молота |
| Место | Результат     | Место            | Результат     | Место            | Результат      |                |
| ----- | ------------- | ---------------- | ------------- | ---------------- | -------------- | -------------- |
| 1922  | чемпион       | 52,47 м          |               |                  | 3-е место      | 30,85 м        |
| 1923  | чемпион       | 57,96 м — Р СССР | чемпион       | 11,79 м — Р СССР | 2-е место      | 33,32 м        |
| 1924  | чемпион       | 59,20 м — Р СССР | 2-е место     | 11,01 м          | 3-е место      | 32,08 м        |
| 1927  | чемпион       | 57,97 м          |               |                  | 2-е место      | 34,60 м        |
| 1928  | чемпион       | 61,77 м          |               |                  |                |                |
| 1931  | 2-е место     | 52,66 м          |               |                  |                |                |
| 1934  | 2-е место     | 57,92 м          |               |                  |                |                |

Рекорды СССР
```
метание копья      54,45               06.1922   
Петроград

                   55,24               06.1922   
Петроград

                   57,96             9.09.1923   
Москва
, чемпионат СССР
                   59,20             7.09.1924   
Москва
, чемпионат СССР
                   63,04            16.08.1925   
Москва
```

```
толкание ядра      11,79             6.09.1923   
Москва
, чемпионат СССР
                   11,98             5.06.1927   
Ленинград
```

```
пятиборье
[
3
]
         2346                 .1923
```

## Награды
- Орден Красной Звезды (6 ноября 1945)[5]
- Медаль «За боевые заслуги» (3 ноября 1944)[5]
- Медаль «За победу над Германией в Великой Отечественной войне 1941—1945 гг.» (9 мая 1945)[5]

### Спортивные результаты
- Лёгкая атлетика. Справочник / Составитель Р. В. Орлов. — М.: «Физкультура и спорт», 1983. — 392 с.